# C'axent
C'axent is een christelijke politieke beweging in Vlaanderen die zich ten doel stelt om de christelijke waarden meer te laten doorwegen in de politiek. C'axent is geassocieerd lid van de European Christian Political Movement. C’axent is zelf echter geen politieke partij en doet niet mee aan verkiezingen.

## Doelstelling
De beweging heeft als doel om het christendom maatschappelijk te vertalen, niet enkel in België, maar ook op Europees niveau. Dit wordt onder meer gedaan door actief te lobby’en onder volksvertegenwoordigers met een christelijke signatuur, zowel in de Belgische als in de Europese politiek.
Een van de manieren die C’axent inzet om haar doelstellingen te bereiken, is het door middel van enquetes actief op zoek gaan naar politici en kandidaat-politici binnen de bestaande partijen van wie de idealen en ideeën overeenkomen met die van C’axent. Politici die aan dit profiel voldoen, worden vervolgens door C’axent ondersteund.
De dragende waarden van C'axent zijn solidariteit, rechtvaardigheid, rentmeesterschap, het onschuldige leven beschermen, het natuurlijk gezin onderhouden en de waardigheid van iedere mens verzekeren.

## Geschiedenis
C’axent werd in april 2004 opgericht door CD&V-politicus Kris Vleugels, als reactie op de ontwikkelingen van liberale wetgeving in België inzake ethische thema’s zoals het homohuwelijk, adoptie door holebi’s en draagmoederschap. Vleugels wilde middels C’axent onder meer een terugkeer van de CD&V bewerkstelligen naar het voeren van haar oorspronkelijke christelijke waarden.
C’axent sloot zich in haar jaar van oprichting al als geassocieerd lid aan bij de European Christian Political Movement. Vooral Europees Parlementslid Peter van Dalen was een contactpersoon voor godsdienstvrijheid, gewetens- en christenvervolging. Leo van Doesburg was een drijvende kracht binnen ECPM, als directeur Europese Zaken.
In september 2005 was C’axent mede-organisator van de Mars voor het Gezin, een protestmars in Brussel met zo’n 4500 deelnemers die zich verzette tegen een wetsvoorstel over adoptie van kinderen door stellen van hetzelfde geslacht.
Op 11 februari 2006 hield C’axent haar eerste ledencongres.

### Screening van politici
In aanloop van de verkiezingen voor het Europees Parlement in 2009 vergeleek C’axent haar christelijke waarden met die van de kandidaten van verschillende politieke partijen door middel van een door de kandidaten in te vullen vragenlijst met tien uiteenlopende stellingen over voor C’acent belangrijke onderwerpen, zoals de joods-christelijke cultuur, de zondagsrust en het gezin. Hoge scores werden met name behaald door politici van het CD&V, waaronder Ward Kennes, maar ook een enkeling bij de N-VA, Groen, VCD en OpenVLD.
In latere jaren zouden politici opnieuw met een enquete bevraagd worden. Tijdens de gemeenteraadsverkiezingen van 2012 en 2018 voldeden respectievelijk telkens 23 en 27 kandidaten over partijgrenzen heen, aan het profiel van C'axent. Vooral vanuit CD&V, maar ook sporadischer vanuit de N-VA, Groen en OpenVLD.
Tijdens de Europese, Federale en Vlaamse verkiezingen van mei 2019 voldeden 10 kandidaten van twee partijen aan het C'axent profiel, met katholieke, protestants - evangelische, oosters-orthodoxe en joodse achtergrond. Dit waren onder andere Ward Kennes, Roel Deseyn, Paul Delva en Jan De Volder van CD&V, en Michael Freilich van de N-VA.
Met name Ward Kennes, Mark Verhaegen en Mia De Schamphelaere hebben zich sinds de oprichting bekend tot deze christelijke stroming.
Tijdens de CD&V voorzittersverkiezingen van eind 2019 steunde C’axent de kandidatuur van Joachim Coens. Hij werd met 53,12% van de stemmen als voorzitter verkozen op 6 december 2019. Coens werd vrijwel onmiddellijk daarna co-informateur voor het vormen van een Federale regering. C'axent gaf hierop verschillende aanbevelingen door aan informateur Coens rond de jaarwisseling. C'axent zag echte weinig terug in het beleid van CD&V.
Karin Brouwers, Vlaams Parlementslid en deelstaatsenator voor CD&V bleek eind 2019 ook te voldoen aan het C'axent-profiel.

### Verdere ontwikkelingen
Pieter Smits, politicus in Schelle voor CD&V en lid C'axent werd in de zomer van 2021 verkozen tot voorzitter van de jongerenafdeling van ECPM: European Christian Political Youth Network.
Tijdens het verkiezingscongres 2024 van C'axent droeg Kris Vleugels de fakkel van voorzitter over aan David Monjaerts.
Onder dienst leiding werden vervolgens folders verspreid met de speerpunten van C’axent. Ook schreef Monjaerts een pleidooi om het godsdienstonderwijs binnen het officieel onderwijs te vrijwaren en pleitte hij voor het bewaren en respecteren van het christelijk patrimonium.
In maart 2024 sloot C´axent zich aan bij een actie die de vermeende eenzijdigheid van de berichtgeving over de oorlog van Israël tegen Hamas aan de kaak stelde.
Tijdens alle verkiezingen in Vlaanderen en Brussel werden 30 kandidaten in vier verschillende partijen aanbevolen door C'axent. Voor het Vlaams Parlement en de Federale Kamer waren dat o.a. Kris Declercq en opnieuw Michaël Freilich . Voor het Brusselse Parlement waren dit Marc-Antoine Mathijssen en voor het Europese Parlement Dejan Stankovic. De voorzitter van C'axent David Monjaerts kwam op voor de Antwerpse provincieraad.

## Behaalde resultaten
In het tweede decennium van de 21ste eeuw had C'axent -via haar netwerken- met name invloed op de vrijlating van Asia Bibi, aandacht voor en invloed op christenvervolgingen vooral in de moslimwereld, het behoud van de zendmachtiging van KTO, het onveranderde behoud van het grondwetsartikel scheiding van Kerk en Staat Verder in het algemeen invloed -via haar leden volksvertegenwoordigers van bestaande partijen- op het beschermen van de erkende erediensten, opvang en integratie van vluchtelingen, voorkomen van radicalisering, deradicalisering, warmteprojecten, de positie van het slachtoffer van mensenhandel, mensenrechten in het buitenland en een christendemocratisch netwerk in de Benelux.